# Sistema do contencioso administrativo
Sistema do contencioso administrativo  também conhecido como modelo francês, é uma das duas modalidades de estruturação do Direito administrativo. Neste sistema encontraremos uma dualidade de jurisdições: a comum (tribunal judiciário), e a administrativa (tribunal administrativo), fazendo com que as decisões em âmbito administrativo promovam coisa julgada (decisão conclusiva).
No Brasil adota-se o sistema de controle judicial ou de jurisdição única, modelo de origem inglesa, onde somente haverá coisa julgada em tribunal judiciário, fora do espaço administrativo.